# Trichoplusia circumscripta
Trichoplusia circumscripta är en fjärilsart som beskrevs av Freyer 1831. Trichoplusia circumscripta ingår i släktet Trichoplusia och familjen nattflyn. Inga underarter finns listade i Catalogue of Life.